# SUN SUN SUN'95
『SUN SUN SUN'95』（さんさんさん-）は、1995年7月19日に発売された、ウルフルズ8枚目のシングル。発売元は東芝EMI。

## 解説
MVには渡辺満里奈が出演。日活の石原裕次郎の映画を彷彿させるトータスと渡辺のドラマになっており、ドラマ部分では曲が途切れる。デビューから3年を経過して、本作で初めてチャート100位以内にランクイン（オリコン調べ）。

## 収録曲
全曲編曲：ウルフルズ、伊藤銀次
1. SUN SUN SUN '95
  - 作詞：トータス松本　作曲：トータス松本、ウルフルケイスケ
2. ウソつけ!ウソいえ!ウソぬかせ!
  - 作詞：トータス松本、伊藤銀次　作曲：トータス松本
3. 今夜どう?（ここまではOK!）
  - 作詞：トータス松本、ジョン・B・チョッパー、伊藤銀次　作曲：トータス松本

## カバー
SUN SUN SUN'95
-  ハンバート ハンバート - ウルフルズ トリビュートアルバム『ウルフルズトリビュート 〜Best of Girl Friends〜』（2017年2月22日）収録